# Ыгдыр (ил)
Ыгды́р (тур. Iğdır) — ил на востоке Турции, расположенный вдоль границ с Арменией, Азербайджаном (Нахичеванской Автономной Республикой) и Ираном. 
Провинция считается частью Северного Курдистана, и в ней преобладает курдское население, а также имеется довольно близкое азербайджанское меньшинство.

## География
Ыгдыр является единственным илом Турции, который граничит одновременно с тремя государствами: с Арменией на севере (по реке Аракс), с Азербайджаном (Нахичеванская Автономная Республика, около 13 км по Араксу) и Ираном (провинция Западный Азербайджан). С юга ил Ыгдыр отделяют от ила Агры хребет Агрыдаг и массив Арарата, западнее расположен ил Карс.
Равнинная часть ила составляет западную часть Араратской долины.

## История
В армянской традиции  территория современного ила Ыгдыр составляет историческую область Масяцотн.
Территория входила в Эриванское ханство, вассальное Персии, с 1828 в составе Российской империи. Позже составляла Сурмалинский уезд Эриванской губернии. В 1918 году уступлена Турции по Батумскому мирному договору. С 1918 года в составе Демократической республики Армения. В 1920 году после Турецко-армянской войны отошла к Турции по Александропольскому договору. В 1921 году это решение было подтверждено Московским договором.

## Население
Население — 168 634 жителей (2009). Национальный состав смешанный: курды, азербайджанцы, турки.

### В составе Российской империи
| Этническая группа      | 1886            | 1897            | 1917            |
| ---------------------- | --------------- | --------------- | --------------- |
| Татары (азербайджанцы) | 34 351 (48,3 %) | 41 410 (46,5 %) | 45 954 (43,8 %) |
| Армяне                 | 22 096 (31,1 %) | 27 072 (30,4 %) | 32 686 (31.1 %) |
| Курды                  | 14 619 (20,6 %) | 19 057 (21,4 %) | 25 548 (24,3 %) |
| Другие                 | —               | 1 424 (1,6 %)   | 603 (0,58 %)    |
| Всего                  | 71 066 (100 %)  | 89 055 (100 %)  | 104 791 (100 %) |

## Административное деление

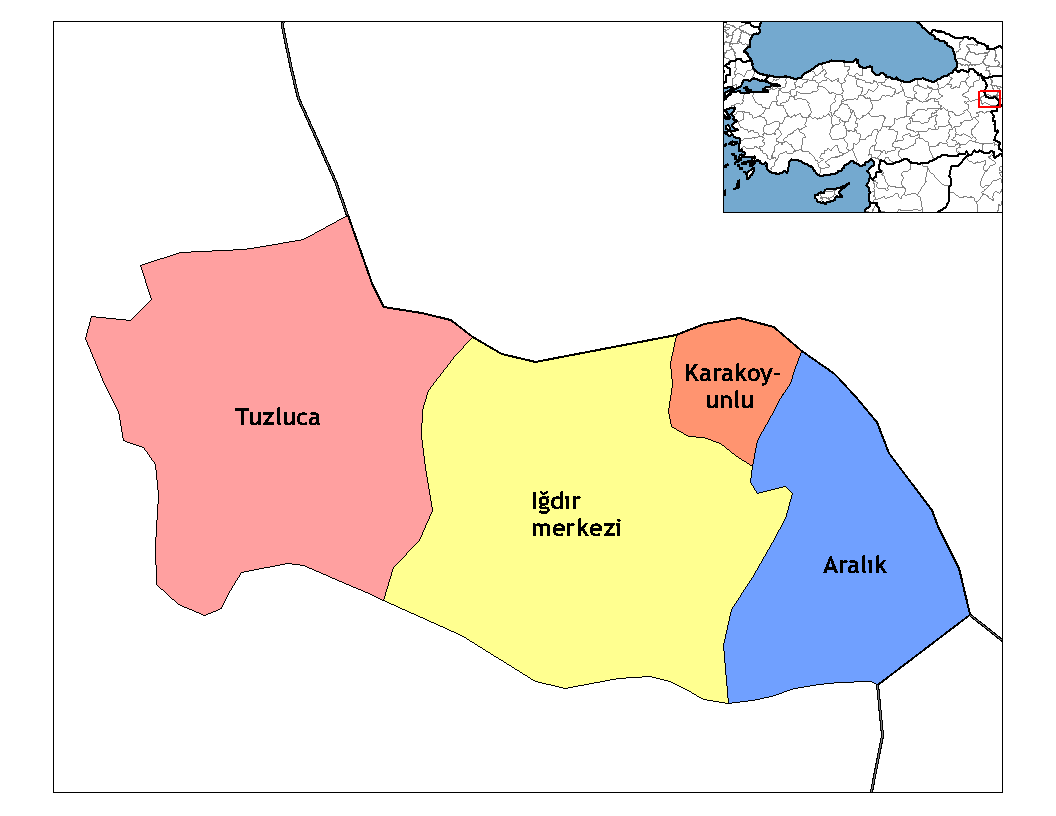

Ил Ыгдыр делится на 4 ильче (районы):
1. Аралык (Aralık)
2. Ыгдыр (Iğdır)
3. Каракоюнлу (Karakoyunlu)
4. Тузлуджа (Tuzluca)

## Транспорт
В регионе проходит государственная граница Турции с Азербайджаном, Арменией и Ираном. На ней действует КПП Дилуджу—Садарак и расположен мост «Умид».
В иле функционирует аэропорт, открытый в 2012 году.